# Jasionowa Dolina
Jasionowa Dolina – wieś w Polsce położona w województwie podlaskim, w powiecie sokólskim, w gminie Janów.
W latach 1975–1998 miejscowość administracyjnie należała do województwa białostockiego.
Przez miejscowość przebiega droga wojewódzka nr 671. Przystanek PKS - 300m.
Wieś powstała w XVII/XVIII wieku w czasie kolonizacji Puszczy Kuźnickiej. 
W pobliżu wsi znajduje się cmentarzysko kurhanowe (wpisane do Rejestru Zabytków Archeologicznych). Składa się z trzech dużych, choć mocno rozkopanych, kurhanów Gotów (kultura wielbarska) z około I - V wieku n.e. 
Przy głównej drodze wiejskiej obok murowanej kapliczki postawiono krzyż drewniany.  
Wierni kościoła rzymskokatolickiego należą do parafii św. Jerzego w Janowie.